# Dragmansbosjön
Dragmansbosjön är en sjö i Enköpings kommun i Uppland och ingår i Norrströms huvudavrinningsområde. Sjön har en area på 0,0829 kvadratkilometer och ligger 61,1 meter över havet. Sjön avvattnas av vattendraget Hjulbäcken.

## Delavrinningsområde
Dragmansbosjön ingår i det delavrinningsområde (663035-155281) som SMHI kallar för Mynnar i Sagån. Medelhöjden är 57 meter över havet och ytan är 46,4 kvadratkilometer. Det finns inga avrinningsområden uppströms utan avrinningsområdet är högsta punkten. Hjulbäcken som avvattnar avrinningsområdet har biflödesordning 3, vilket innebär att vattnet flödar genom totalt 3 vattendrag innan det når havet efter 116 kilometer. Avrinningsområdet består mestadels av skog (61 procent) och jordbruk (28 procent). Avrinningsområdet har 0,08 kvadratkilometer vattenytor vilket ger det en sjöprocent på 0,2 procent.

## Restaurering av sjön
Till följd av utdikningar på 1900-talet var sjön 2018 nästan helt igenvuxen, men ett arbete för att återskapa sjön har inletts.